# Município de Harrison (condado de Licking, Ohio)
O município de Harrison (em inglês: Harrison Township) é um município localizado no condado de Licking no estado estadounidense de Ohio. No ano de 2010 tinha uma população de 7.561 habitantes e uma densidade populacional de 105,04 pessoas por km².

## Geografia
O município de Harrison encontra-se localizado nas coordenadas 40° 00′ 09″ N, 82° 37′ 16″ O. Segundo o Departamento do Censo dos Estados Unidos, o município tem uma superfície total de 71.98 km², da qual 71.65 km² correspondem a terra firme e (0.46%) 0.33 km² é água.

## Demografia
Segundo o censo de 2010, tinha 7.561 pessoas residindo no município de Harrison. A densidade populacional era de 105,04 hab./km².